# The Pink Panther: Hocus-Pocus
The Pink Panther: Hocus-Pocus (с англ. — «Розовая Пантера: Фокус-Покус») — компьютерная игра в жанре квест, разработанная Wanderlust Interactive по мотивам серии мультфильмов о Розовой Пантере.

## Сюжет
Сюжет игры происходит намного позже предыдущей части.
Розовая Пантера давно забросил агентурную деятельность и работает коммивояжёром и одним из вечеров случайно попадает в дом богатого дантиста мистера Ван дер Зуба, сын которого взял у мага Черносмита книгу с заклинаниями и случайно превратил маленькую девочку в монстра. Розовая Пантера отправляется на поиски специальных заклинаний, чтобы расколдовать девочку, которая, к тому же, не хочет снова становиться маленькой девочкой, а хочет быть «бессмертной русалочной принцессой Ниндзя». Играющему вновь предстоит повидать разные страны, и найти необходимые предметы, чтобы превратить монстра в русалочную принцессу.

## Основные персонажи
- Розовая Пантера — главный персонаж игры.
- Гарик — мальчик, увлекающийся тёмной магией, благодаря которому и произошли все события игры.
- Виолетта — заколдованная по ошибке девочка.
- Мистер Ван дер Зуб — дантист, хозяин особняка и отец Гарика.
- Миссис Ван дер Зуб — супруга Ван дер Зуба.
- Черносмит — тёмный маг, владелец украденной Книги Знаний.

## Геймплей
- По сюжету сиквела, Пантера перемещается как в пространстве, так и во времени.
- Пантере предстоит побывать в Сибири, у Мёртвого моря, в Кении, Борнео и на горе Олимп.
- Теперь для перемещения Пантера использует портативную говорящую чёрную дыру по имени Пятнышко.
- Карман главного героя по-прежнему безразмерен, в него может уместиться даже мамонт.
- Вместо ПИК используется Книга Знаний с аналогичными функциями.
- Некоторые персонажи игры по-прежнему поют песни, доступные позже в Книге Знаний.

## Оценки
| Русскоязычные издания | Русскоязычные издания |
| Издание               | Оценка                |
| --------------------- | --------------------- |
| «Игромания»           | 7,8/10                |